# Nikollë Bojaxhiu
Nikollë Bojaxhiu (c. 1874 — c. 1919) foi um empresário, benfeitor, político albanês e pai da freira católica Madre Teresa de Calcutá. Sua empresa construiu o primeiro teatro de Üsküb (atual Skopje) e participou do desenvolvimento da linha ferroviária que ligava o Kosovo a Skopje, um projeto que ele financiou pessoalmente.
Ele também foi o único católico a ser eleito para o conselho da cidade de Skopje. Bojaxhiu morreu em 1919 em circunstâncias obscuras, que conduziram aos relatórios que atribuíram sua morte ao envenenamento por agentes sérvios. Seus filhos incluíam Lazar, e Agnes Bojaxhiu (Madre Teresa).

## Biografia
Nikollë nasceu em 1874 em Prizren, filho de Lazër e Çilja Bojaxhiu. Bojaxhiu mudou-se para Skopje no Vilaiete de Kosovo (atual Macedónia) depois de 1900, onde trabalhou pela primeira vez como farmacêutico e depois tornou-se sócio de uma empresa de construção civil. Ele era poliglota. Ele falava albanês, francês, italiano, macedônio, serbo-croata e turco. No início dos anos 1900, casou-se com Dranafile Bernai, com quem teve três filhos: Aga Bojaxhiu (1905), Lazar Bojaxhiu (1908) e Agnes Bojaxhiu (1910), mais tarde conhecida como Madre Teresa de Calcutá. Era também o proprietário de uma companhia de alimento por atacado.
No dia da Declaração de Independência da Albânia (28 de novembro de 1912), ele hospedou uma reunião que contou com a presença de Bajram Curri e Hasan Prishtina entre outros. Após a incorporação da região na Sérbia, Bojaxhiu juntou-se a várias organizações albanesas dos direitos políticos. Ele morreu em 1919, algumas horas depois que ele voltou de uma reunião política em Belgrado. Vários biógrafos atribuíram sua morte a envenenamento por agentes sérvios. O local, a finalidade e os participantes da reunião permanecem desconhecidos. Seu filho, Lazar considerou a teoria do envenenamento como uma certeza, enquanto sua filha Agnes a descreveu como não confirmada.
Seu processo funeral foi atendido por um grande número de pessoas e representante de todas as comunidades religiosas. Como sinal de respeito, naquele dia todas as crianças da escola receberam lenços dedicatórios e lojas de joalheria permaneceram fechadas. Depois de sua morte, seu parceiro se apropriou da totalidade dos ativos de suas empresas e não deixou nada para sua viúva e filhos.

## Controvérsia étnica
Bojaxhiu nasceu numa família kosovar albanesa.     Em 2003, o estudioso albanês Aurel Plasari afirmou que Nikollë Bojaxhiu poderia ter sido de origem aromaniana, principalmente com base em um documento, encontrado pelo autor macedônio Stojan Trencevski, que afirmava que o Sr. Bojaxhiu era o representante da comunidade de aromanianos de Skopje. No entanto, esta hipótese foi rejeitada pelo estudioso Albert Ramaj, que, com base no depoimento de um contemporâneo, Lalush Lalevski, argumenta que o representante da comunidade de Aromania na época, cujo sobrenome era Boiadjijev, era outra pessoa e Inteiramente alheio a Nikollë Bojaxhiu. A Posição de Ramaj foi posteriormente aprovado pelos estudiosos Ukshini e Xhufi. Madre Teresa disse: "Pelo sangue, sou albanesa. Pela cidadania, um indiana. Pela fé, sou uma freira católica. Quanto ao meu chamado, eu pertenço ao mundo. Quanto ao meu coração, pertenço inteiramente ao coração de Jesus. "